# Weißbinden-Schattenkolibri
Der Weißbinden-Schattenkolibri (Threnetes ruckeri), auch Bindenschwanzeremit oder Bartkolibri genannt,  ist eine Vogelart aus der Familie der Kolibris (Trochilidae). Die Art hat ein großes Verbreitungsgebiet, das sich über die Länder Venezuela, Kolumbien, Ecuador, Panama, Costa Rica, Nicaragua, Honduras und Belize erstreckt. Der Bestand wird von der IUCN als „nicht gefährdet“ (Least Concern) eingeschätzt.

## Merkmale
Der Weißbinden-Schattenkolibri erreicht eine Körperlänge von etwa 10,2 cm, wobei der gebogene Schnabel ca. 3 cm ausmacht. Das Gewicht beträgt 5 g. Der Unterschnabel ist gelb mit einer schwarzen Spitze. Die Oberseite ist bronzegrün. Hinter dem Auge befindet sich ein schwarzer Tupf, der darüber von einem kurzen und darunter von einem dickeren und längeren gelbbraunen Strich begrenzt wird. Die Färbung der Kehle ist schwarz und geht im unteren Bereich der Kehle, der Brust und den Flanken ins Kastanienrot über. Dieses wiederum geht in ein verblasstes Rot bis Grau am Rest der Unterseite über. Der dunkle grünschwarze Schwanz hat weiße Spitzen. Nur die zentralen Steuerfedern haben eine weiße Basis. Immature Weißbinden-Schattenkolibris haben eine gräuliche Kehle.

## Verhalten
Weißbinden-Schattenkolibris sind sogenannte Trapliner, d. h., sie fliegen regelmäßig in rascher Folge ganz bestimmte verstreute Blüten im Unterholz an. So gehören Helikonien und Costus zu ihren Nahrungsquellen, die sich selten über Augenhöhe befinden. In Costa Rica hat man sie beim Anstechen längerer, schlauchförmiger Blüten wie Korbmaranten (Calathea) beobachtet. Auch werden Insekten als Nahrungsquelle im Dickicht gesucht.

## Fortpflanzung
Die Männchen singen während der Balz auf niedrigen Zweigen sitzend, wobei sie beständig mit dem Schwanz hin- und herwippen. Das Nest ist ein lockerer Kelch aus Würzelchen und Pflanzenfasern, zusammengehalten durch Spinnweben und mit Helikonienblätter verkleidet. Nur die Weibchen übernehmen das Ausbrüten. Im Nordwesten Kolumbiens wurden Weißbinden-Schattenkolibris von Januar bis Mai in Brutstimmung beobachtet. Die Nestlinge werden nach 23–25 Tagen flügge, bleiben aber noch 3–4 Wochen beim Weibchen. Das Männchen wurde in der Nähe des brütenden Weibchens beobachtet.

## Lautäußerungen
Die Laute der Weißbinden-Schattenkolibris klingen wie ein hohes forciertes Tsiip, tik-tik-sit-ser-it, das sie alle 5 Sekunden wiederholen. Hin und wieder geben sie auch eine Serie Pfiffe von sich, die vier bis fünf Sekunden dauert. Diese startet lebhaft und endet piepsig.

## Verbreitung und Lebensraum

Verbreitungsgebiet (grün) des Weißbinden-Schattenkolibris

Weißbinden-Schattenkolibris bewegen sich vorwiegend in dichtem Gestrüpp und Plätzen mit Helikonien in Sekundärvegetation und zugewachsenen Waldrändern. In ausgewachsenen Wäldern findet man sie praktisch nicht. Gelegentlich suchen sie Bananenplantagen und Hügellandschaften auf. Sehr oft sind sie an Bächen und anderen sonnenüberfluteten Habitaten zu finden, falls dort Helikonien vorkommen.

## Unterarten
Es sind drei Unterarten bekannt:
- Threnetes ruckeri ruckeri (Bourcier, 1847)[5]  – die Nominatform kommt im Norden und Westen Kolumbiens bis in den Osten Ecuadors vor.
- Threnetes ruckeri venezuelensis Cory, 1913[6] – diese Unterart ist im Nordwesten Venezuelas verbreitet.
- Threnetes ruckeri ventosus Bangs & Penard, TE, 1924[7] – diese Subspezies kommt im Osten Guatemalas über Belize bis nach Panama vor.

Die Unterart Threnetes ruckeri darienensis Bangs & Barbour, 1922, die gelegentlich in der Literatur zu finden ist, gilt heute als Synonym.

## Etymologie und Forschungsgeschichte
Jules Bourcier beschrieb den Weißbinden-Schattenkolibri unter dem Namen Trochilus Ruckeri. Woher das Typusexemplar stammte, war ihm nicht bekannt. 1852 führte John Gould die Gattung Threnetes ein. Erst später wurde auch der Weißbinden-Schattenkolibri der neuen Gattung zugeordnet. Dieser Name leitet sich vom griechischen θρηνητης, θρηνος, θρεομαι thrēnētēs, thrēnos, threomai für „Trauernder, klagen, kreischen“ ab. Das Artepitheton ist dem britischen Geschäftsmann, Naturfreund und Kunstsammler Sigismund Rucker (1815–1890) gewidmet. Ventosus leitet sich vom lateinischen ventus für „Wind“ ab und bedeutet „schnell wie der Wind“. Venezuelensis bezieht sich auf das Land Venezuela, darienensis auf die Provinz Darién.